# Luciogobius albus
Luciogobius albus é uma espécie de peixe da família Gobiidae.
É endémica de Japão.